# 霧中潛行
是一部2023年由越南、新加坡、法國、西班牙聯合製作的越南劇情片，由范天安執導、編劇、剪輯，亦是其首部長片作品。該片於2023年5月24日在第76屆坎城影展導演雙週單元全球首映，最終斬獲金攝影機獎。2023年8月11日於越南上映。

## 演員
- 黎風武（Lê Phong Vũ）
- 阮氏竹瓊（Nguyễn Thị Trúc Quỳnh）
- 阮盛
- 武玉孟（Vũ Ngọc Mạnh）

## 製作
導演范天安在第72屆坎城影展導演雙週單元首映的短片作品《意外不可收拾》獲得了該單元的意利短片獎（法語：Prix Illy du Court-Métrage），其靈感亦啟發了《霧中潛行》。
導演范天安在接受RFI越南電台採訪時表示：“繭殼”是對那些被困在追逐名利的人的隱喻或象徵，要逃離“繭殼”，需要圍繞“為了什麼而活”的問題進行一些反省。

## 發行
該片入選第76屆坎城影展導演雙週單元，並於5月24日全球首映。該片亦陸續受邀入選第48屆多倫多影展「波長」單元、第61屆紐約影展「潮流」單元、第28屆釜山國際影展「亞洲電影之窗」單元、第67屆倫敦影展「大膽」單元。
由Cercamon獲得國際發行權。該片於2023年8月11日由星聚匯在越南院線上映，2023年9月20日由Nour Films在法國院線上映，2024年1月19日由Kino Lorber在美國限量上映。

## 迴響

### 專業評價
在評論匯總網站爛番茄給出了94%新鮮度（54條評論），平均得分8.2/10。網站共識寫道：“《霧中潛行》沿著過去、現在、現實和夢境之間迷人而神秘的路徑，為耐心的觀眾帶來一場引人入勝的精神冒險之旅。”Metacritic給出94/100的平均分（15條評論），表示“普遍好評”。
《綜藝》的蓋伊·洛奇（Guy Lodge）稱其為“具有挑戰性但又誘人的藝術電影，讓人將其與阿比查邦·魏拉希沙可、蔡明亮，甚至是狄奧·安哲羅普洛斯等巨擘進行比較，但又不覺得有任何衍生之處。”《衛報》的彼得·布拉德肖授予該片五顆星（滿分五顆星），將其描述為“緩慢電影的瑰寶，是對信仰和死亡的奇妙冥想。”

### 獎項
| 年份 | 頒獎單位                   | 獎項                         | 入圍者                          | 結果 | 來源   |
| ---- | -------------------------- | ---------------------------- | ------------------------------- | ---- | ------ |
| 2023 | 第76屆坎城影展             | 金攝影機獎                   | 《霧中潛行》                    | 獲獎 | [ 17 ] |
| 2023 | 第40屆耶路撒冷影展         | 尼哈馬·李佛林獎              | 《霧中潛行》                    | 提名 | [ 18 ] |
| 2023 | 第72屆墨爾本國際影展       | 光明視野獎                   | 《霧中潛行》                    | 提名 | [ 19 ] |
| 2023 | 第71屆聖賽巴斯提安國際影展 | 札巴爾泰吉-塔巴卡萊拉獎      | 《霧中潛行》                    | 提名 | [ 20 ] |
| 2023 | 第7屆平遙影展              | 羅伯托·羅塞里尼榮譽·最佳影片 | 《霧中潛行》                    | 獲獎 | [ 21 ] |
| 2023 | 第12屆蒙特克萊爾影展       | 最佳影片獎                   | 《霧中潛行》                    | 提名 | [ 22 ] |
| 2023 | 第52屆蒙特婁新電影影展     | 金狼獎                       | 《霧中潛行》                    | 提名 | [ 23 ] |
| 2023 | 第16屆亞洲太平洋電影獎     | 青年電影獎                   | 《霧中潛行》                    | 獲獎 | [ 24 ] |
| 2023 | 第24屆東京新作家主義影展   | 最佳影片獎                   | 《霧中潛行》                    | 獲獎 | [ 25 ] |
| 2023 | 電影筆記                   | 安德烈·巴贊獎                | 《霧中潛行》                    | 獲獎 | [ 26 ] |
| 2023 | 第34屆新加坡影展           | 最佳亞洲長片銀屏獎           | 《霧中潛行》                    | 獲獎 | [ 27 ] |
| 2024 | 第34屆哥譚獨立電影獎       | 最佳國際影片                 | 《霧中潛行》                    | 提名 | [ 28 ] |
| 2024 | 第1屆峴港亞洲電影節        | 亞洲競賽最佳影片             | 《霧中潛行》                    | 提名 | [ 29 ] |
| 2024 | 第1屆峴港亞洲電影節        | 亞洲競賽最佳導演             | 范天安                          | 獲獎 | [ 29 ] |
| 2024 | 第1屆峴港亞洲電影節        | 亞洲競賽最佳男主角           | 黎風武（Lê Phong Vũ）                      | 提名 | [ 29 ] |
| 2024 | 第17屆亞洲電影大獎         | 最佳新導演                   | 范天安                          | 提名 | [ 30 ] |
| 2024 | 第17屆亞洲電影大獎         | 最佳音響                     | 王嘉寶（Vương Gia Bảo） 卓贊德（Toh Xander） | 提名 | [ 30 ] |
| 2025 | 第40屆獨立精神獎           | 最佳攝影                     | 丁維興（Đinh Duy Hưng）                      | 提名 | [ 31 ] |
| 2025 | 第40屆獨立精神獎           | 值得關注獎                   | 范天安                          | 提名 | [ 31 ] |

## 外部連結
- 互联网电影数据库（IMDb）上《霧中潛行》的资料（英文）
- 豆瓣电影上《霧中潛行》的資料 （简体中文）